# Martin Bresnick
Martin Bresnick (nació en 1946 en Nueva York, Nueva York) es un compositor de música clásica contemporánea. 
Como profesor de la Universidad de Yale, ha sido un influyente profesor de composición contemporánea de alumnos como Julia Wolfe.
En 2006, fue elegido Miembro de la Academia Estadounidense de las Artes y las Letras.
En sus composiciones tiende a ser conciso y directo cuando se trata de expresar lo que quiere. 
Como compositor para películas, ha contribuido en muchas partituras 
Tanto para películas como para documentales, entre ellos Arthur y Lillie (1975) y El Día Después de Trinidad (1980), ambos de los cuales fueron nominados para los Oscar.